# Верджиния (Миннесота)
Верджиния (англ. Virginia) — город в округе Сент-Луис, штат Миннесота, США. На площади 49,7 км² (48,8 км² — суша, 0,9 км² — вода), согласно переписи 2002 года, проживают 9157 человек. Плотность населения составляет 187,7 чел./км².
- Телефонный код города — 218%post%
- FIPS-код города — 27-67288[2]
- GNIS-идентификатор — 0662719[3]